# Муніципальний стадіон (Ламія)
«Муніципальний стадіон Ламії» (грец. Δημοτικό Στάδιο Λαμίας) — багатофункціональний стадіон у місті Ламія, Греція, домашня арена ФК «ПАС Ламія 1964».
Стадіон побудований та відкритий 1952 року. У 2004 та 2008 роках реконструйований. Входить до муніципального спортивного центру «Ламія». Потужність арени становить 5 500 глядачів. 
Рекорд відвідування арени встановлено 31 березня 1968 року під час матчу між «Ламією» та «Трикалою». Тоді за матчем спостерігало 11 502 глядачі.